# Friedrich Wimmer (botaniker)
Christian Friedrich Heinrich Wimmer, född 30 oktober 1803 i Breslau, död där 12 mars 1868, var en tysk skolledare och botaniker. 
Wimmer blev lärare vid Breslaus gymnasium 1826, erhöll 1835 professorstitel, var gymnasiets rektor 1843–1863, varefter han fungerade som stadens skolråd, och blev hedersdoktor där 1853. Han var mycket verksam inom botaniska, trädgårds- och andra lärda sällskap; han utgav dessutom upplagor av Theofrastos och sammanställningar ur Aristoteles (delvis tillsammans med fysiologen Hermann Aubert); inom botaniken utgav han många skrifter samt Flora Silesiæ (tillsammans med Heinrich Emanuel Grabowski, tre band, 1827–29), Flora von Schlesien (1840; flera upplagor) och Salices europææ (1866).
Auktorsnamnet Wimm. kan användas för Friedrich Wimmer (botaniker) i samband med ett vetenskapligt namn inom botaniken; se Wikipediaartiklar som länkar till auktorsnamnet.